# Vodní elektrárna Porto Primavera
Vodní elektrárna Porto Primavera (portugalsky Usina Hidrelétrica de Porto Primavera) je vodní dílo na řece Paraná v Brazílii. Instalovaným výkonem patří mezi největší vodní elektrárny v zemi.

## Všeobecné informace
Vodní dílo bylo na kaskádě řeka Paraná vybudováno jako poslední. Pro výrobu elektrické energie má význam jednak vlastním výkonem, jednak jako akumulační systém pro pracovní průtok na mohutném níže položeném díle Itaipú.
Přehradní těleso o výšce 38 metrů je při celkové délce 11 380 metrů nejdelší hrází v Brazílii. Sestává ze zemní sypané hráze, přelivového systému s propustností 55 000 m3/s a elektrárny. Přehradní nádrž o ploše 2 250 km2 poskytuje celkový objem 19,9 km3. Plocha nádrže je druhou největší v zemi.
Ve strojovně pracuje při optimálním spádu 18 metrů 14 Kaplanových turbín o hltnosti 555 m3/s  a výkonu 110 MW. Systém umožňuje v budoucnu zapojení dalších čtyř jednotek. Celkový výkon elektrárny 1 540 MW je napojen na soustavu 525 kV. Průměrná roční výroba činí 10,5 miliardy kWh.
Rybí přesmyk umožňuje překonat převýšení hladin na délce 520 metrů.
Přepravu nákladu o ročním výkonu 27 milionu tun zajišťuje  jednocestný jednokomorový systém při levém břehu o rozměrech plavební komory 210 x 17 metrů.
Poměrem vodní plochy k výkonu o hodnotě  0,7 MW / km2 patří mezi nejméně příznivá vodní díla vůči životnímu prostředí. Konečné plnění nádrže v roce 2001 bylo realizováno vydáním urychlené licence několik dní před privatizací. Nebylo tak možné uskutečnit záchranné práce a velké množství často vzácných zvířat utonulo.  
Stavební práce započaly v roce 1980, první plnění nádrže proběhlo v roce 1998 a poslední jednotka byla uvedena do provozu v roce 2003.